# Lou Ferrigno
Louis Jude »Lou« Ferrigno, ameriški igralec, fitnes trener in upokojeni profesionalni bodibilder, * 9. november 1951.
Kot bodibilder je osvojil naslov IFBB Mr. Amerika in dve leti zapored zmagal na IFBB Mr. Universe. V vlogi igralca je najbolj poznan po seriji TV oddaj o Neverjetnem Hulku in posojanju glasu računalniško ustvarjenim animiranim likom.

## Zgodnje življenje
Lou Ferrigno je italijanskega rodu, rojen v Brooklynu, mami Victoriji in očetu Mattu. Lou verjame da je kmalu po rojstvu utrpel več ušesnih infekcij in zaradi tega izgubil okoli 75 do 80 % sluha, kljub njegovemu stanju pa ni bil diagnosticiran vse do svojega tretjega leta starosti. Ko je bil Ferrigno star 13 let je pričel izvajati trening z utežmi. Eden izmed njegovih glavnih vzornikov je bil Steve Reeves. Bil je velik oboževalec filmov o Herkulesu, v katerem je kasneje tudi nastopil. Druga dva junaka iz njegovega otroštva sta bila Človek-pajek in Hulk. Ferrigno je obiskoval srednjo šolo St. Athanasius ter brooklynško srednjo tehniško šolo, kjer se je naučil obdelovanja kovin.

## Kariera bodibildinga
Po končani srednji šoli leta 1969, je Ferrigno osvojil svoj prvi pomembni naslov IFBB Mr. Amerika, 4 leta kasneje pa še naslov IFBB Mr. Universe. V začetku kariere je živel v Kolumbusu, Ohio, kjer je treniral skupaj z Arnoldom Schwarzeneggerjem. Leta 1974 je prvič nastopil na tekmovanju za Mr. Olympia ter osvojil drugo mesto, naslednje leto pa je bil tretji. Glavna tema dokumentarnega filma Pumping Iron je Ferrignov poskus premagati Arnolda Schwarzeneggerja.
Kljub tem uspehom, pa to ni bilo dovolj za preživetje. Njegovo prvo delo je bilo v Borooklynski tovarni, kjer je delal kot obdelovalec kovin za plačilo 10$ na uro. Po nesreči (odsekani roki) pijatelja in sodelavca, je Lou zaradi nevarnosti prenehal opravljati to delo.
V obdobju tekmovanja je bil Ferrigno visok 196 cm in tehtal 130 kg (leta 1975) ter 143 kg (leta 1992). Lou je nastopil na prvem tekmovanju World's Strongest Man (Najmočnejši mož sveta) leta 1977 ter osvojil četrto mesto izmed osem nastopajočih.
V začetku leta 1990 se je Ferrigno vrnil v bodibilding ter nastopil leta 1992 in 1993 za naslov Mr. Olympia. Osvojil je 12. in 10. mesto. Leta 1994 pa se je udeležil Masters Olympia, kjer je dosegel drugo mesto. Po tem se je upokojil od tekmovanja.

## Tekmovanja
- 1971: Pro Mr. Amerika – WBBG, Mladoletniki 1. mesto
- 1971: Madoletniki Mr. Amerika – AAU, 4. mesto, Najbolj mišičasti 5. mesto
- 1972: Pro Mr. Amerika – WBBG, 2. mesto
- 1972: NABBA Mr. Universe, 2. mesto
- 1973: IFBB Mr. Amerika, Skupni zmagovalec
- 1973: IFBB Mr. Universe, 1. mesto, Skupni zmagovalec
- 1974: IFBB Mr. International
- 1974: IFBB Mr. Universe, 1. mesto, Skupni zmagovalec
- 1974 Mr. Olympia, Težka kategorija, 2. mesto
- 1975 Mr. Olympia, 3. mesto
- 1992 Mr. Olympia, 12. mesto
- 1993 Mr. Olympia, 10. mesto
- 1994: Olympia Masters, 2. mesto

## Igralska kariera

### Filmografija
| Leto    | Naslov                                | Vloga                             | Opombe                                              |
| ------- | ------------------------------------- | --------------------------------- | --------------------------------------------------- |
| 1977    | Pumping Iron                          | On                                | Dokumentarna drama                                  |
| 1977    | The Incredible Hulk                   | The Hulk                          | "TV pilot movie for the series" The Incredible Hulk |
| 1978–82 | The Incredible Hulk                   | The Hulk                          |                                                     |
| 1980    | Mister Rogers' Neighborhood           | On                                |                                                     |
| 1983    | Hercules                              | Hercules                          |                                                     |
| 1983    | The Fall Guy                          | Six                               | Epizoda: "Trauma"                                   |
| 1983    | Trauma Center                         | John Six                          | 13 epizod                                           |
| 1985    | The Adventures of Hercules            | Hercules                          | Sequel to Hercules                                  |
| 1985    | The Seven Magnificent Gladiators      | Han                               |                                                     |
| 1987    | Desert Warrior                        | Zerak                             |                                                     |
| 1988    | Family Double Dare                    | On                                | Celebrity contestant                                |
| 1988    | The Incredible Hulk Returns           | The Hulk                          | TV film                                             |
| 1989    | Sinbad of the Seven Seas              | Sinbad                            |                                                     |
| 1989    | The Trial of the Incredible Hulk      | The Hulk                          | TV film                                             |
| 1989    | Cage                                  | Billy Thomas                      |                                                     |
| 1989    | Liberty & Bash                        | Bash                              |                                                     |
| 1990    | The Death of the Incredible Hulk      | The Hulk                          | TV film                                             |
| 1994    | Cage II                               | Billy Thomas                      |                                                     |
| 1996    | The Incredible Hulk                   | The Hulk                          | Zvok                                                |
| 1996    | Stand Tall                            | On                                | Dokumentarna drama                                  |
| 1997    | Home Improvement                      |                                   |                                                     |
| 1998    | The Godson                            | Bugsy                             |                                                     |
| 2000–07 | The King of Queens                    | On                                |                                                     |
| 2002    | Raw Iron: The Making of 'Pumping Iron | On                                |                                                     |
| 2003    | Hulk                                  | Security guard                    | Cameo with Stan Lee                                 |
| 2004    | My Wife and Kids                      | Gay convict                       | Epizoda "Illegal Smile"                             |
| 2004    | Reno 911!                             | Deputy Cletus Senior              | Epizoda: "Department Investigation: Part 2"         |
| 2008    | The Incredible Hulk                   | The Hulk / Varnostnik             | Zvok / Cameo                                        |
| 2009    | I Love You, Man                       | On                                |                                                     |
| 2010    | Chuck                                 | od Sofie Stepanove osebni stražar | Epizoda "Chuck Versus the Suitcase"                 |
| 2010    | Sonny with a Chance                   | On                                | Epizoda: "My Two Chads"                             |
| 2010    | Adventure Time                        | Billy                             | Epizode: "His Hero" (2010), "The Lich" (2012)       |
| 2012    | Celebrity Apprentice                  | On                                | 8 epizod (9. odpuščen)                              |
| 2012    | The Avengers                          | The Hulk (zvok)                   | Uncredited                                          |

## Osebno življenje
Po rojstvu je Lou utrpel več ušesnih infekcij in zaradi tega izgubil 75 do 80% sluha. Od svojega petega leta starosti je zato uporabljal slušni aparat. Ferrigno meni, da mu je izguba sluha pomagala do uspeha. Pravi, da ne bi bil tam kjer je, če ne bi imel problemov s sluhom ter da ga ni sram govoriti o izgubi sluha, saj imajo nekateri ljudje napačno predstavo o tej težavi. Njega je prav ta težava izoblikovala kot osebnost. Vedno ko so snemali film ali TV oddajo, je vse seznanil s svojo težavo in tako je bilo vse veliko enostavneje pri dosegi ciljev.
Ferrigno se je poročil s Susan Groff leta 1978 in ločil leto kasneje. Tretjega maja 1980 se je poročil s psihoterapevtko Carlo Green, ki mu je bila tudi menedžerka. Kasneje je postala osebna trenerka. S Carlo imata tri otroke: Shanna (rojena 1981) Louis ml. (rojen 1984) ter Brent (rojen 1990).